# 杜德施塔特
杜德施塔特（發音：[ˈduːdɐˌʃtat] ⓘ）是德国下萨克森州哥廷根县的城市，面积95.64平方千米，2023年12月31日人口为20,320人。

## 友好城市
- 德国 陶伯比绍夫斯海姆（1961年）
- 法國 孔布城（1968年）
- 波蘭 卡爾圖濟（1995年）

## 图集

杜德施塔特 - Duderstadt
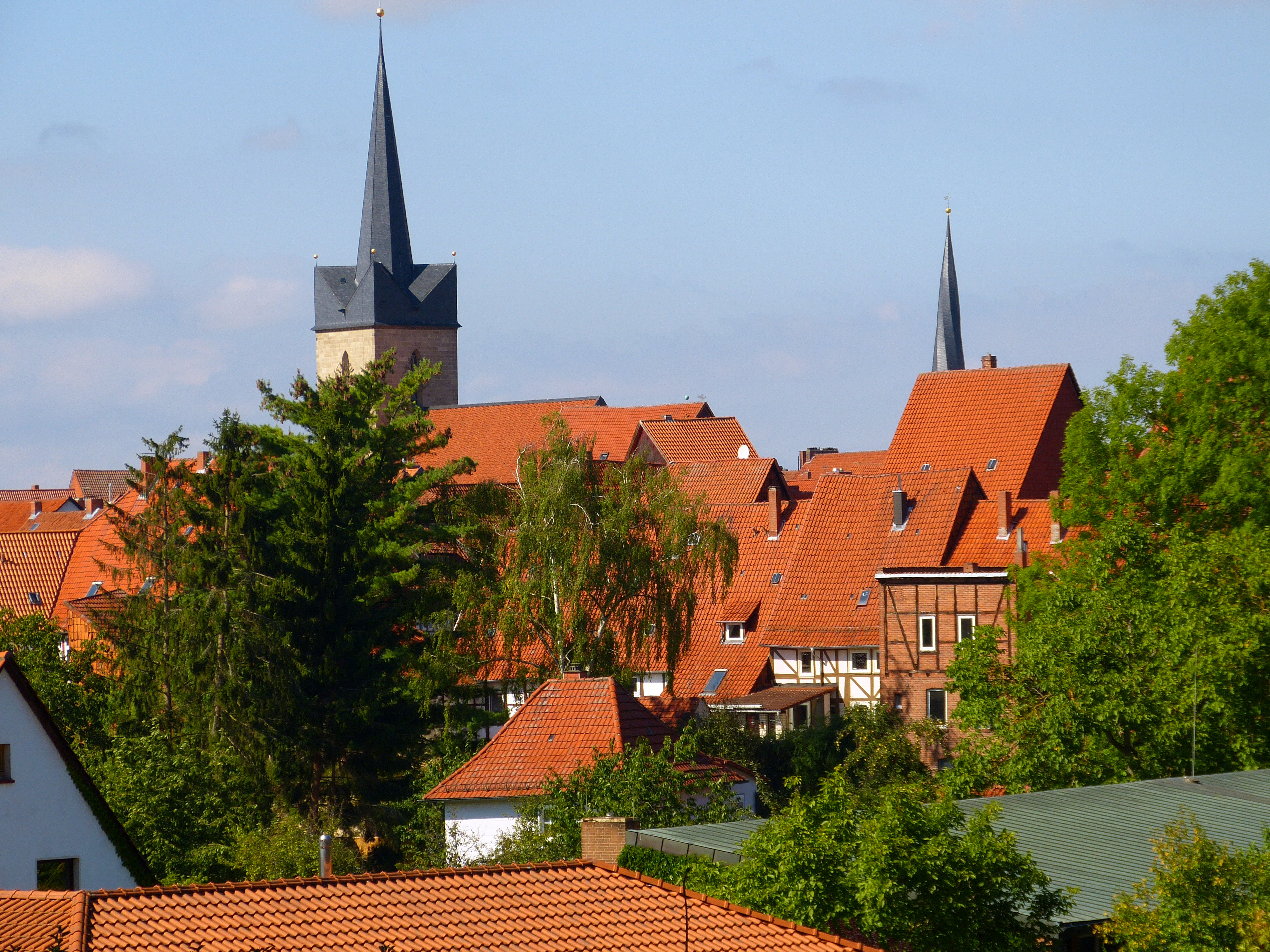
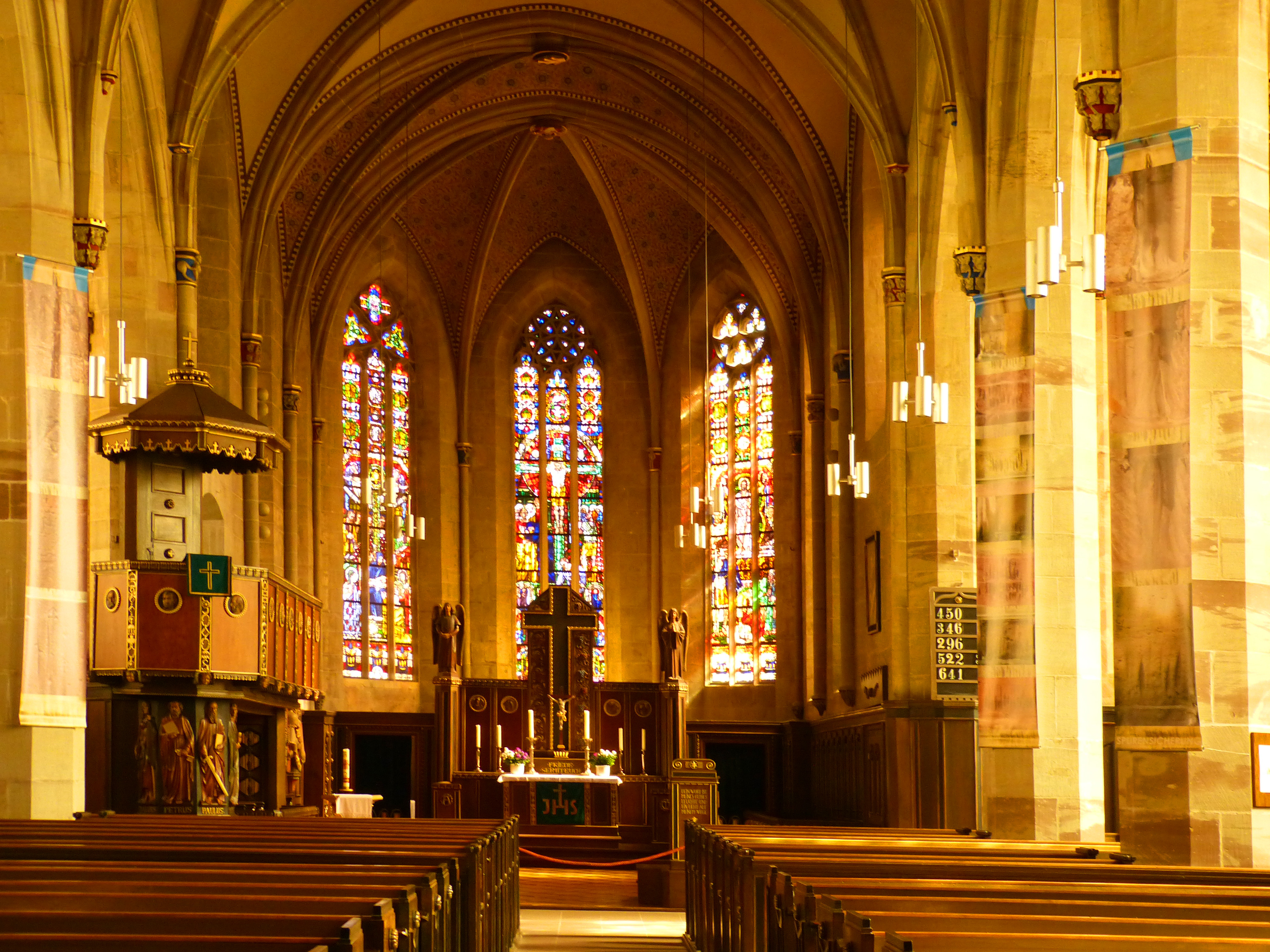
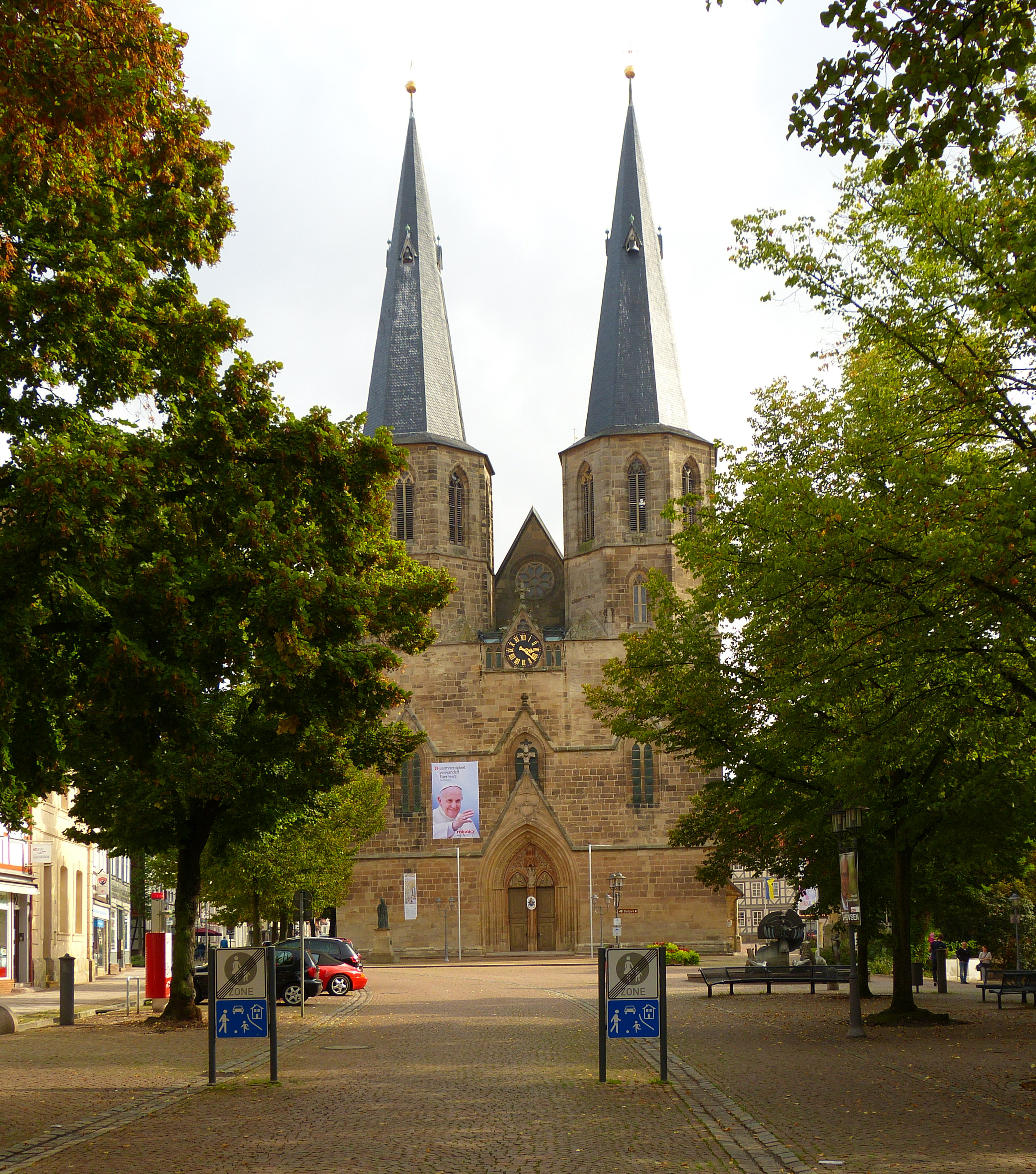
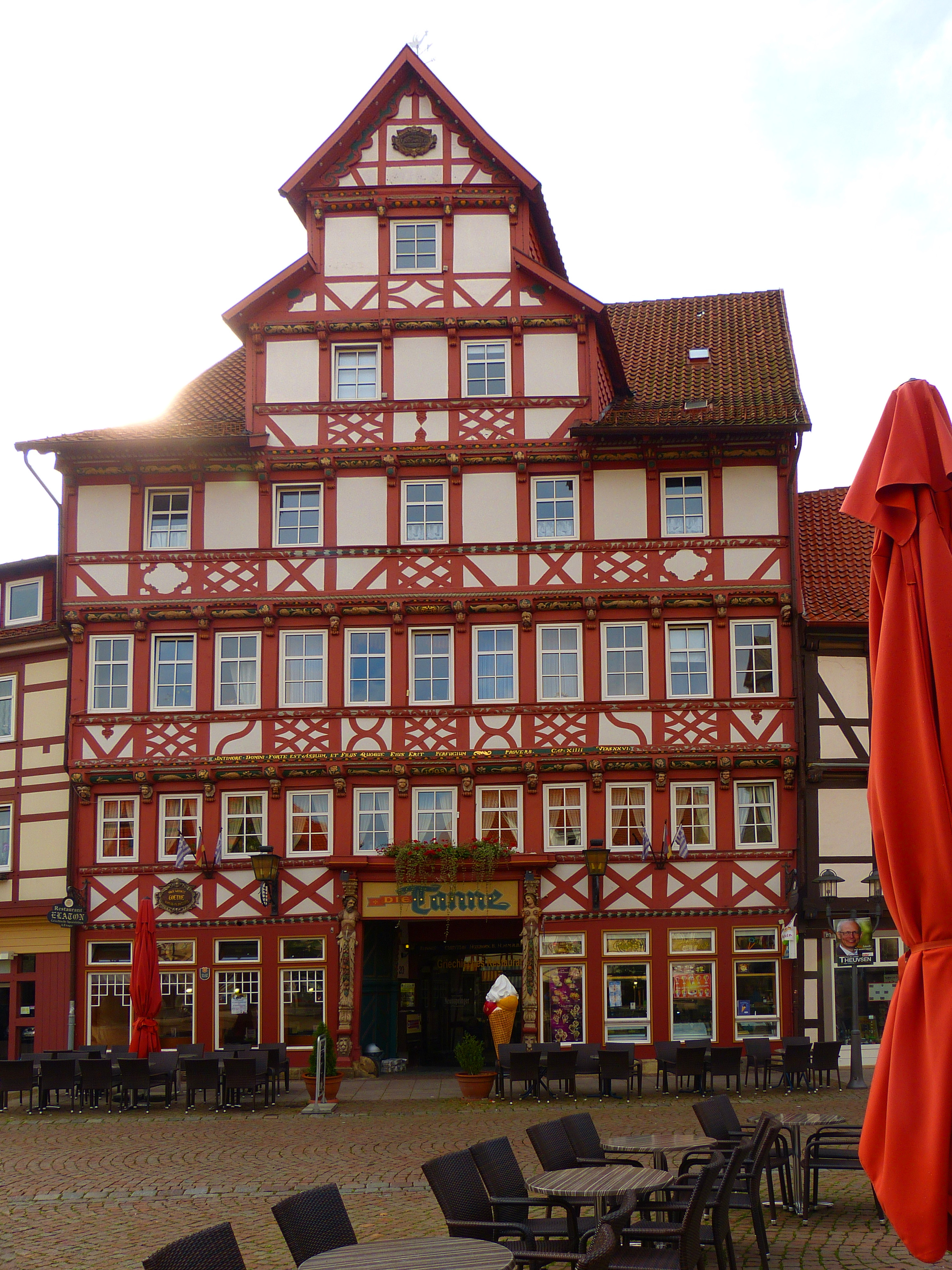
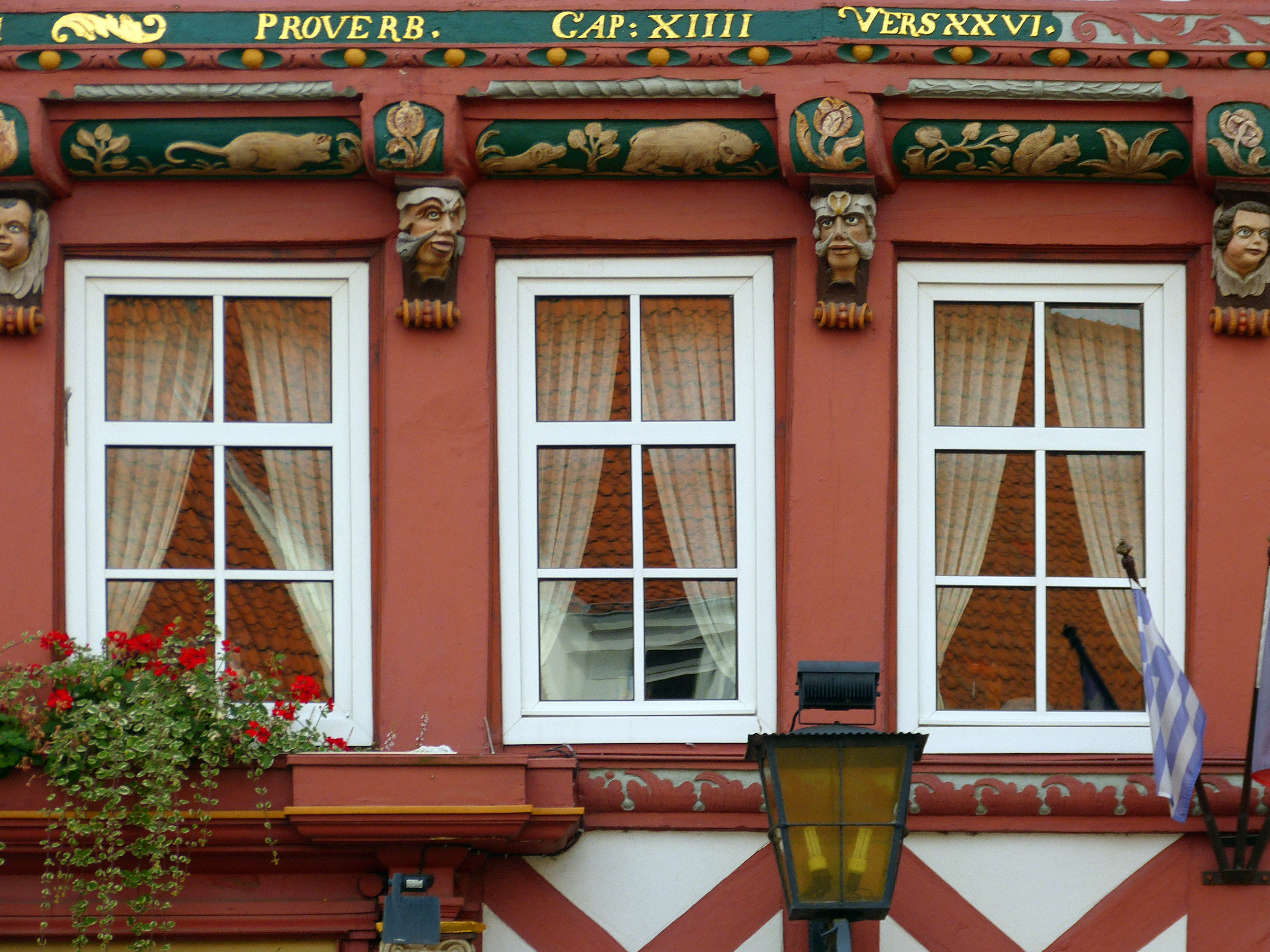
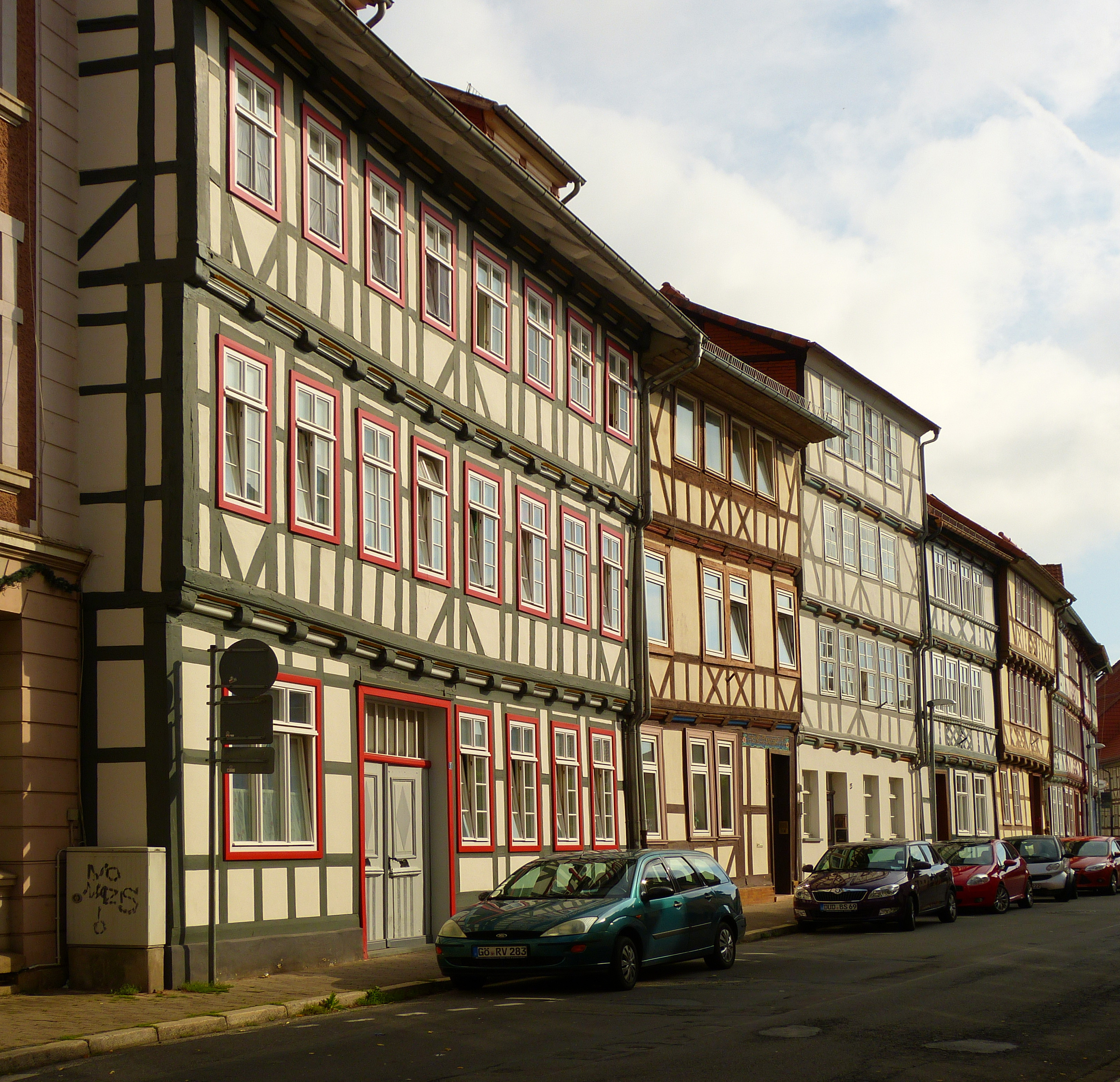
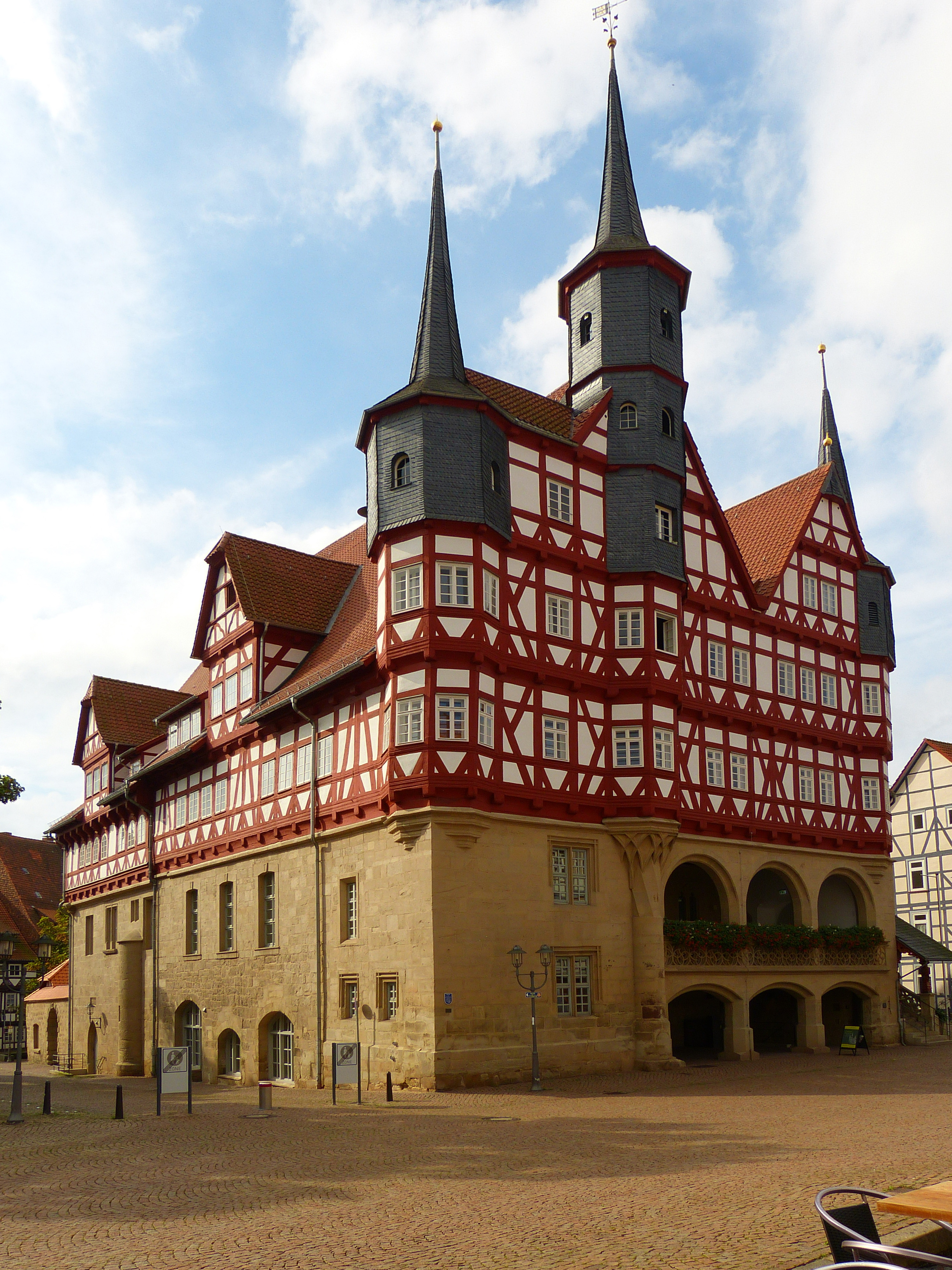
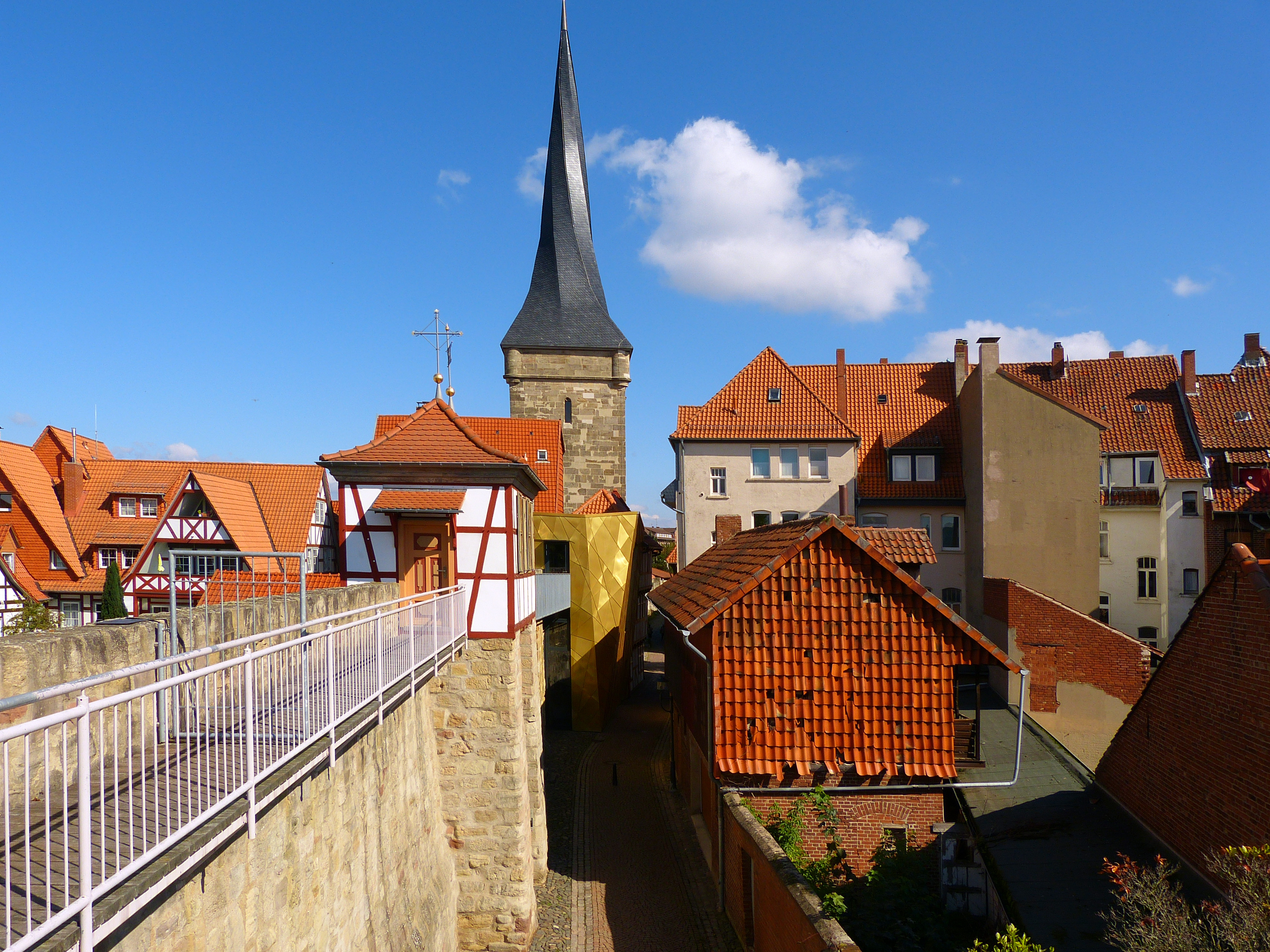